# Juan Mojama
Juan Valencia Carpio (artísticamente "Juan Mojama") fue un cantaor español nacido en Jerez de la Frontera (Provincia de Cádiz) a fines del siglo XIX. Murió en Madrid en los años cincuenta.

## Estilo
Destacó por sus cantes por soleares (estilo en el que se le considera un gran maestro), siguiriyas, cantiñas, tangos y bulerías. Su discografía es valiosísima para el estudio de los cantes genuinos de su tierra.

## Reconocimientos

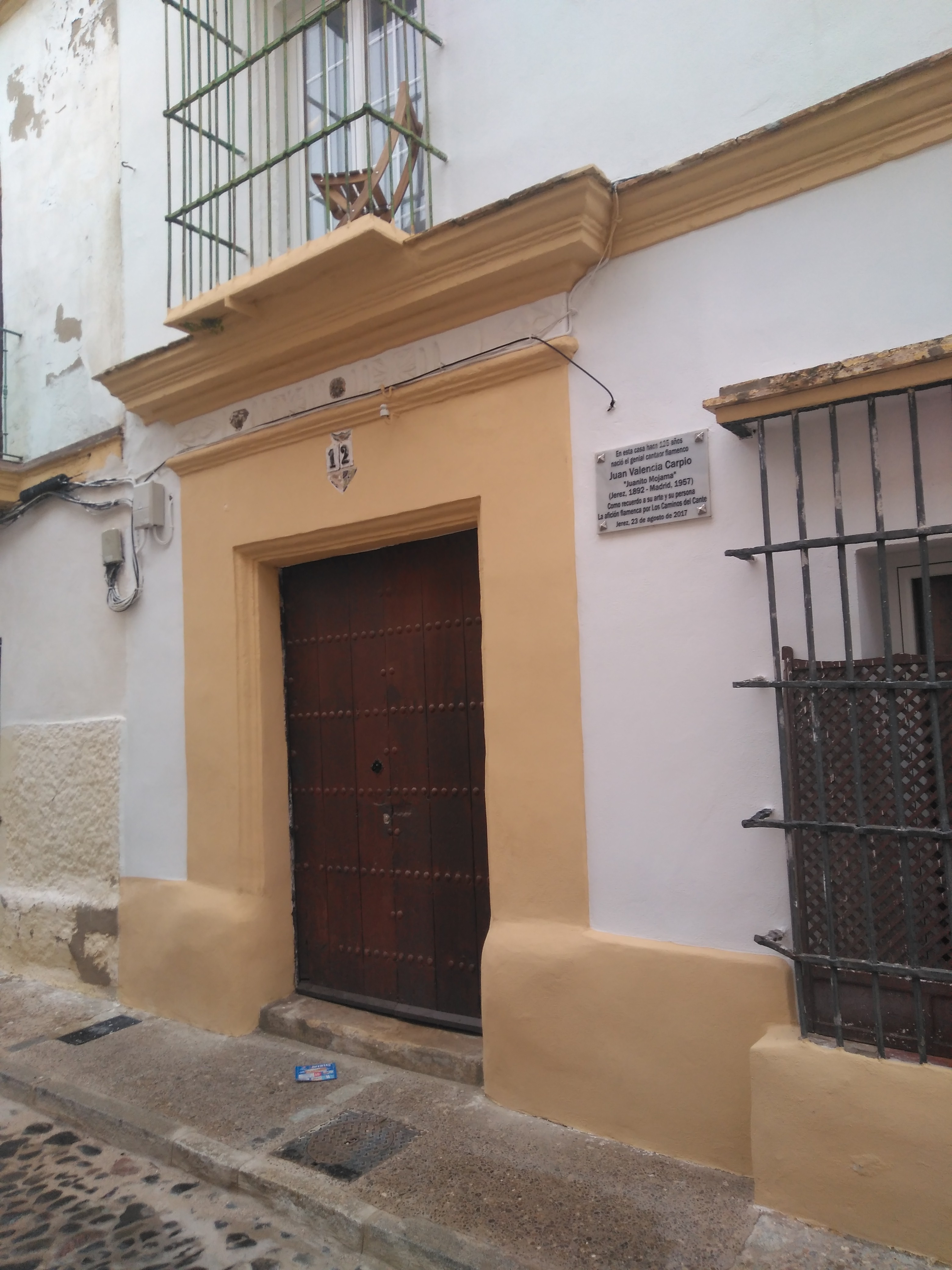
Casa natal con placa en su memoria

El 2015 el I Congreso Internacional UCA - Ciudad de Jerez se le dedica, bajo el título "La Modernidad Cantaora de Juan Mojama. Redescubriendo a un genio".